# Carsten Rothenbach
Carsten Rothenbach (ur. 3 września 1980 w Heidelbergu) – niemiecki piłkarz występujący na pozycji obrońcy. Zawodnik klubu VfL Bochum.

## Kariera
Rothenbach jako junior grał w klubach SV Schriesheim, FC Dossenheim oraz Karlsruher SC, do którego trafił w 1997 roku. W 2000 roku został włączony do jego pierwszej drużyny, grającej w Regionallidze Süd. W 2001 roku awansował z zespołem do 2. Bundesligi. Zadebiutował w niej 13 sierpnia 2001 roku w wygranym 2:0 meczu z 1. FC Saarbrücken. 9 lutego 2002 roku w przegranym 1:3 pojedynku z Eintrachtem Frankfurt strzelił pierwszego gola w 2. Bundeslidze. W pierwszej drużynie Karlsruher SC spędził 6 lat.
W 2006 roku Rothenbach odszedł do zespołu FC St. Pauli z Regionalligi Nord. W 2007 roku awansował z nim do 2. Bundesligi, a w 2010 roku do Bundesligi. Pierwszy mecz zaliczył w niej 21 sierpnia 2010 roku przeciwko ekipie SC Freiburg (3:1).
Po zakończeniu sezonu 2011/2012 przeszedł do VfL Bochum.